# Курган-Тюбинская область
Курга́н-Тюби́нская область (тадж. Вилояти Кӯрғонтеппа) — административная единица в составе Таджикской ССР и Таджикистана, существовавшая в 1944—1947, 1977—1988 и 1990—1992 годах. Центром области был город Курган-Тюбе.
Площадь — 12,6 тыс. км². Население — 982 тыс. чел. (1987 год), в том числе городское — 18 %. Административно состояла из 11 районов, включала 3 города и 13 пгт (1987).

## История
Основана 7 января 1944 года из частей Сталинабадской и Кулябской областей. Из Сталинабадской области в неё вошли Ворошиловабадский, Дагана-Киикский, Джиликульский, Кагановичабадский, Кировоабадский, Куйбышевабадский, Курган-Тюбинский, Микоянабадский, Молотовабадский, Октябрьский и Шаартузский районы; из Кулябской — Дангаринский район.
Указом Президиума Верховного Совета СССР от 23 января 1947 года область была ликвидирована путём присоединения большинства её районов к Сталинабадской области, а Дангаринского — к Кулябской. С упразднением 10 апреля 1951 года Сталинабадской, а 24 августа 1955 года — и Кулябской области бывшие районы Курган-Тюбинской области перешли в прямое республиканское подчинение.
Указом Президиума Верховного Совета Таджикской ССР от 4 апреля 1977 года Курган-Тюбинская область вновь восстановлена. В неё включены город Курган-Тюбе, Вахшский, Колхозабадский, Куйбышевский, Кумсангирский, Курган-Тюбинский, Шаартузский и Яванский районы.
7 апреля 1978 года из состава Шаартузского района выделен вновь образованный Кабодиёнский район.
6 декабря 1979 года в состав Курган-Тюбинской области передан из Кулябской области Пянджский район.
8 сентября 1988 административные районы области вошли в состав новообразованной Хатлонской области. На короткое время Курган-Тюбинская область восстанавливалась в период упразднения Хатлонской области с 24 января 1990 года, включая в себя город Курган-Тюбе, Вахшский, Джиликульский, Ильичёвский, Кабодиёнский, Колхозабадский, Коммунистический, Куйбышевский, Кумсангирский, Пянджский, Шаартузский и Яванский районы. 1 апреля 1991 года Яванский район был исключён из состава Курган-Тюбинской области и отнесён к районам республиканского подчинения.
2 декабря 1992 года Курган-Тюбинская область окончательно прекратила своё существование, войдя в состав восстановленной Хатлонской области.

## Природа
Климат — континентальный. Главная река — Вахш, Кафирниган. Заповедник Тигровая балка.

## Административно-территориальное деление
По данным на 1978 год АТД Курган-Тюбинской области имело следующий вид:
| Районы                 | центр          | состав районов |
| ---------------------- | -------------- | --- |
| город Курган-Тюбе      | -              | - |
| Вахшский район         | пгт Вахш       | пгт Вахш, пгт Кировский, пгт Октябрьск, пгт Орзу, кишлачные советы Машъал, Мехнатабад, Окгаза, Рохи Ленин, Таджикабад, Янгиабад       |
| Кабодиёнский район     | п. Кабодиён    | к/с Кабодиён, Навабад, им. Носира Хисрава, им. Саидназара Худайкулова, им. Утакары Назарова, Янгиюль                                  |
| Колхозабадский район   | пгт Колхозабад | пгт Гаравути, пгт Колхозабад, к/с Дехканабадский, Джиликуль, Калининский, Маданият, Навабадский, Нури Вахш, Тугалан, Узун, им. Фрунзе |
| Куйбышевский район     | пгт Куйбышевск | пгт Куйбышевск, к/с им. Айни, Аралский, Даханакиик, Иттифок, им. Калинина, Обикиик, Октябрьский, «50-летие Таджикской ССР», Яккатут   |
| Кумсангирский район    | пгт Дусти      | пгт Дусти, к/с им. Крупской, Кумсангир, Пандж, им. Свердлова, Тельманский, Яккадин                                                    |
| Курган-Тюбинский район | г. Курган-Тюбе | г. Калининабад, пгт Бустонкала, пгт Куйбышевский, к/с Авангард, Заргар, Калининский, Кызылкалинский                                   |
| Шаартузский район      | пгт Шаартуз    | пгт Шаартуз, к/с им. Джуры Назарова, Комсомольский, Пахтаабад, Сайёд, Шаартуз                                                         |
| Яванский район         | пгт Яван       | пгт Хаётинав, пгт Яван, к/с Навкорам, Нарын, Обимуки, Озоди, Ситораи Сурх                                                             |

## Население
По данным переписи 1979 года, в Курган-Тюбинской области проживало 703,0 тыс. чел., в том числе в городских поселениях 131,7 тыс. чел. (18,7 %). По районам население распределялось так:
| Район            | Население тыс. чел. | Урбанизация |
| ---------------- | ------------------- | ----------- |
| Вахшский         | 109,0               | 18,0 %      |
| Кабодиёнский     | 67,7                | 0,0 %       |
| Колхозабадский   | 110,9               | 13,2 %      |
| Куйбышевский     | 92,3                | 8,6 %       |
| Кумсангирский    | 61,6                | 10,3 %      |
| Курган-Тюбинский | 96,0                | 15,7 %      |
| Шаартузский      | 53,4                | 19,6 %      |
| Яванский         | 70,0                | 22,2 %      |
| г. Курган-Тюбе   | 42,1                | 100,0 %     |

Национальный состав области по переписи 1979 года был таков: таджики — 56,0 %; узбеки — 31,2 %; русские — 5,1 %; туркмены — 1,8 %; немцы — 1,8 %; татары — 1,4 %.

## Экономика
- Предприятия хлопкоочистительной, пищевкусовой (маслобойной, мясной, плодоконсервной, мукомольной), химической (Вахшский азотно-туковый завод «Таджик Азот»), электротехнической отраслей промышленности.
- Добыча нефти и газа.
- Головная, Центральная, Перепадная ГЭС на реке Вахш.
- Земледелие преимущественно поливное (Вахшский канал и другие). Возделывали тонковолокнистый хлопчатник, зерновые (пшеница, ячмень, кукуруза, рис), кормовые, овоще-бахчевые культуры. Плодоводство (в том числе цитрусоводство). Виноградарство. Плантации герани. Единственная в СССР промышленная плантация сахарного тростника. Каракулеводство. Разводят крупный рогатый скот, свиней и коз. Шелководство.